# Leo Weisgerber
Johannes Leo Weisgerber (Metz, 25 febbraio 1899 – Bonn, 8 agosto 1985) è stato un linguista tedesco, esperto delle lingue celtiche.

Simbolo dell'Ahnenerbe

Insegnò come professore presso le seguenti università:
- Università di Rostock, nel 1927;
- Università di Marburgo, nel 1938;
- Università di Bonn, nel 1942.

Durante la guerra, diresse la stazione Rennes Bretagne che diffondeva le prime trasmissioni radio in lingua bretone.

## Opere
- Muttersprache und Geistesbildung, 1941;
- Die Stellung der Sprache im Aufbau der Gesamtkultur, 2 volumi, pubblicati tra il 1933 e il 1944;
- Die volkhaften Kräfte der Muttersprache, 1939;
- Die Entdeckung der Muttersprache im europäischen Denken, 1948;
- Von den Kräften der deutschen Sprache, 4 volumi, pubblicati tra il 1949 e il 1950.